# نان (فیلم ۱۹۲۴)
نان (انگلیسی: Bread) فیلمی در ژانر درام به کارگردانی ویکتور شرتزینگر است که در سال ۱۹۲۴ منتشر شد. از بازیگران آن می‌توان به مائه بوش، واندا هاولی، هوبرت باسورث، وارد کرین و میرتل استدمان اشاره کرد.